# ダビデとヨナタン (レンブラント)
『ダビデとヨナタン』（英: David and Jonathan）、または『ダビデとヨナタンの別れ』（ダビデとヨナタンのわかれ、蘭: Het afscheid van David en Jonathan、英: The Parting of David and Jonathan）は、17世紀オランダ黄金時代の巨匠レンブラント・ファン・レインが1642年にオーク板上に油彩で描いた絵画である 。現在、サンクトペテルブルクのエルミタージュ美術館に所蔵されている。ヘレニズム時代の彫刻『タウリーダのヴィーナス』などとともに、1882年にエルミージュ美術館のコレクションを最初に形成した作品のうちの 1つである。
帰属については、1980年代にはレンブラント研究プロジェクトによりレンブラントの真作ではなく、弟子の作であると見なされたが、2015年にはふたたびレンブラントに帰属されている。輝かしい色彩と絵具そのものの質感が手に取るように感じられる中期の傑作の1つである。

## 主題
主題について、かつては「放蕩息子の帰宅」(「ルカによる福音書」 第15章)、「エサウとヤコブの和解」(「創世記」 第33章)、その他いくつかの説があったが、現在では『旧約聖書』の「サムエル記」 (20章35-42) に記述されている「ダビデとヨナタンの別れ」という解釈に落ち着いている。ダビデは、サウル王の息子ヨナタンの親友であった。サウル王は、ダビデがイスラエルの王位に就くことを望んでいるのではないかと疑い、ダビデを殺害しようと目論む。しかし、ヨナタンは父の意図を知ると、 ダビデの身の危険を知らせる。ヨナタンはダビデに逃げるように言い、ダビデはエゼルの岩の側に身を隠し、そこで2人は最後の別れをする。左側遠景に輝くエルサレムが描かれ、ダビデの足元にある一束の矢は、ダビデがゴリアテに勝利した後、ヨナタンから彼に与えられた武器だと解釈されている (サムエル記 18章1-4)。

## 作品
レンブラントは、ヨナタンが泣き崩れるダビデを自分の胸に抱いているところ描いている。「そして、ヨナタンは、ダビデへの愛によって彼にふたたび誓わせた。というのは、ヨナタンは自分自身を愛するようにダビデを愛したからである」(サムエル記 20:17) 。若いダビデは自分を制御することができない。年上でより成熟していたヨナタンは涙をこらえているが、その顔は深い悲しみを湛えている。愛と苦悩の主題が絵画に表されている聖書の物語の根底にある。レンブラントは、最愛の妻サスキア・ファン・オイレンブルフの死の直後に本作を描いており、おそらく絵画の主題はレンブラントの感情と関わりがある。
なお、エルミタージュ美術館には、ほかにも『フローラ』(1634年)、『キリスト降架』 (1634年)、『イサクの犠牲』 (1635年)、『天使のいる聖家族』(1645年)、『放蕩息子の帰還』 (1668-1669年) などのレンブラントの作品がある。